# Banari-Gletscher
Der Banari-Gletscher (bulgarisch Ледник Банари Lednik Banari) ist ein 1,75 km langer und 1,15 km breiter Gletscher auf Clarence Island im Archipel der Südlichen Shetlandinseln. Er fließt von der Ostseite des Ravelin Ridge nordnordöstlich des Ortscho-Gletschers in nordöstlicher Richtung zur Smith Cove.
Britische Wissenschaftler kartierten ihn 1972 und 2009. Die bulgarische Kommission für Antarktische Geographische Namen benannte ihn 2014 nach der Ortschaft Banari im Norden Bulgariens.